# پنتنگل
پِنتَنگل (انگلیسی: Pentangle) گروه موسیقی پنج نفره فولک-جاز بریتانیایی است که موسیقی نخبه‌گرایانه‌ای متأثر از انواع سبک‌های موسیقی فولکلور، جاز، بلوز و فولک راک را به ویژه در دهه‌های ۱۹۶۰ و ۱۹۷۰ میلادی عرضه می‌کرد. برت یانش از پایه‌گذاران و گیتارنواز گروه بود.